# 30. Goya-gála
A 30. Goya-gála során a 2015-ben bemutatott spanyol filmeket értékelték. A jelölteket az Academy of Cinematographic Arts and Sciences of Spain választotta ki. A madridi Marriott Auditorium Hotelben tartott ceremóniát a Televisión Española közvetítette 2016. február 6-án. A műsor házigazdája Dani Rovira volt, valamint a spanyol filmakadémia elnöke, Antonio Resines is részt vett a díjátadó műsorvezetésében. A jelöltek listáját Asier Etxeandia és Emma Suárez jelentették be 2015. december 14-én. A gála során Mariano Ozores kapta meg a tiszteletbeli Goya-díjat.

## Győztesek és jelöltek
A nyertesek félkövérrel jelölve.

### Fő díjak
| Legjobb film | Legjobb rendező |
| --- | --- |
| - Truman - A cambio de nada - Az ara - Nadie quiere la noche - Egy tökéletes nap | - Cesc Gay – Truman - Paula Ortiz – Az ara - Isabel Coixet – Nadie quiere la noche - Fernando León de Aranoa – Egy tökéletes nap                                                     |
| Legjobb férfi főszereplő | Legjobb női főszereplő |
| - Ricardo Darín – Truman (Julián) - Pedro Casablanc – B (Luis Bárcenas) - Luis Tosar – El desconocido (Carlos) - Asier Etxeandia – Az ara (A vőlegény)                               | - Natalia de Molina – Techo y comida (Rocío) - Inma Cuesta – Az ara (A ara) - Penélope Cruz – Mama (Magda) - Juliette Binoche – Nadie quiere la noche (Josephine Peary)              |
| Legjobb férfi mellékszereplő | Legjobb női mellékszereplő |
| - Javier Cámara – Truman (Tomás) - Felipe García Vélez – A cambio de nada (Justo Caralimpia) - Manolo Solo – B (Pablo Ruz) - Tim Robbins – Egy tökéletes nap (B)                     | - Luisa Gavasa – Az ara (Madre) - Elvira Mínguez – El desconocido (Belén) - Marian Álvarez – Felices 140 (Cati) - Nora Navas – Felices 140 (Martina)                                 |
| Legjobb új színész | Legjobb új színésznő |
| - Miguel Herrán – A cambio de nada (Darío) - Fernando Colomo – Isla Bonita (Fernando) - Manuel Burque – A lány, aki hétköznapi akart lenni (Borja) - Álex Garcia – Az ara (Leonardo) | - Irene Escolar – Un otoño sin Berlín (June) - Antonia Guzmán – A cambio de nada (Antonia - Iraia Elias – Amama (Amaia) - Yorkanda Ariosa – El rey de La Habana (Magda)              |
| Legjobb eredeti forgatókönyv | Legjobb adaptált forgatókönyv |
| - Truman – Cesc Gay, Tomás Aragay - A cambio de nada – Daniel Guzmán - El desconocido – Alberto Marini - Negociador – Borja Cobeaga                                                  | - Egy tökéletes nap – Fernando León de Aranoa - B – David Ilundain - El rey de La Habana – Agustí Villaronga - Az ara – Paula Ortiz, Javier García Arredondo                         |
| Legjobb iberoamerikai film | Legjobb európai film |
| - A klán – Argentyna - La once – Chile - Magallanes – Peru - Vestido de novia – Uruguay                                                                                              | - Mustang – Franciaország/Törökország/Németország - Utam az iskolába – Franciaország - Leviatán – Oroszország - Macbeth – Egyesült Királyság/Franciaország/Amerikai Egyesült Államok |
| Legjobb új rendező | Legjobb animációs film |
| - Daniel Guzmán – A cambio de nada - Dani de la Torre – El desconocido - Leticia Dolera – A lány, aki hétköznapi akart lenni - Juan Miguel del Castillo – Techo y comida             | - Szerezd meg a zászlót - Meñique y el espejo mágico - Holy Night! - Yoko y sus amigos                                                                                               |

### Egyéb díjak
| Legjobb operatőr | Legjobb vágás |
| --- | --- |
| - Az ara – Miguel Ángel Amoedo - El rey de La Habana – Josep Maria Civit - Nadie quiere la noche – Jean Claude Larrieu - Egy tökéletes nap – Alex Catalán | - El desconocido – Jorge Coira - A lány, aki hétköznapi akart lenni – David Gallart - Truman – Pablo Barbieri - Egy tökéletes nap – Nacho Ruiz Capillas |
| Legjobb látványtervezés | Legjobb gyártásvezető |
| - Pálmafák a hóban – Antón Laguna - Az ara – Jesús Bosqued Maté, Pilar Quintana - Micsoda spanyol éjszaka! – Arturo García “Biaffra”, José Luis Arrizabalaga “Arri” - Nadie quiere la noche – Alain Bainée                                                        | - Nadie quiere la noche – Andrés Santana, Marta Miró - El desconocido – Carlos Pérez de Albéniz - Pálmafák a hóban – Toni Novella - Egy tökéletes nap – Luis Fernández Lago |
| Legjobb hang | Legjobb vizuális effektusok |
| - El desconocido – David Machado, Jaime Fernández, Nacho Arenas - Apu kém – Marc Orts, Oriol Tarragó, Sergio Bürmann - Az ara – Clemens Grulich, César Molina, Ignacio Arenas - Micsoda spanyol éjszaka! – David Rodríguez, Nicolás de Poulpiquet, Sergio Bürmann | - Apu kém – Lluís Castells, Lluís Rivera - El desconocido – Isidro Jiménez, Pau Costa - Micsoda spanyol éjszaka! – Curro Muñoz, Juan R. Molina - Lélekszakadva – Curro Muñoz, Reyes Abades |
| Legjobb jelmeztervezés | Legjobb smink |
| - Nadie quiere la noche – Clara Bilbao - Micsoda spanyol éjszaka! – Paola Torres - Pálmafák a hóban – Loles García Galeán - Egy tökéletes nap – Fernando García                                                                                                   | - Nadie quiere la noche – Pablo Perona, Paco Rodríguez H., Sylvie Imbert - Az ara – Esther Guillem, Pilar Guillem - Mama – Ana Lozano, Fito Dellibarda, Massimo Gattabrusi - Pálmafák a hóban – Alicia López, Karmele Soler, Manolo García, Pedro de Diego                                    |
| Legjobb eredeti filmzene | Legjobb eredeti dal |
| - Nadie quiere la noche – Lucas Vidal - Chavín de Huantar. El Teatro del Más Allá – Santi Vega - Az ara – Shigeru Umebayashi - Mama – Alberto Iglesias | - "Palmeras en la nieve" (Lucas Vidal, Pablo Alborán) – Pálmafák a hóban - "So Far and Yet So Close" (Antonio Meliveo) – El país del miedo - "Cómo me mata el tiempo" (Luis Ivars) – Matar el tiempo - "Techo y comida" (Daniel Quiñones Perulero, Miguel Carabante Manzano) – Techo y comida |
| Legjobb rövidfilm | Legjobb animációs rövidfilm |
| - El corredor - Cordelias - The Red Thunder - Inside the Box - Os meninos do rio | - Alike - Honorio. Dos minutos de sol - La noche del océano - Víctimas de Guernica |
| Legjobb dokumentumfilm | Legjobb rövid dokumentumfilm |
| - Sueños de sal - Chicas nuevas 24 horas - I Am Your Father - The Propaganda Game | - Hijos de la Tierra - Regreso a la Alcarria - Ventanas - Viento de atunes |

## In Memoriam
A gála "in memoriam" szegmense az alábbi elhunyt személyekről emlékezett meg:
- Margarita Alexandre
- Alicia Altabella
- Nadala Batista
- Carlos Álvarez-Novoa
- Laura Alejandro
- José Canalejas
- Julio Vallejo
- Mate Cantero
- Marcelino Carla Jiménez
- Joan Bosch Palau
- Pascual Pérez Porcar
- Vicente Aranda
- Jaime Camino
- Matilde Conesa
- Antonio Corencia
- Vicente Cornejo
- Ramón Centenero
- Curro Summers
- Antonio de Benito
- Miguel de Grandy
- Joaquín de Luna
- María del Puy
- Juanjo Delgado
- Marujita Díaz
- José Díaz Espada
- María Espinosa
- Manuel Esteban Marquilles
- José García Galisteo
- Arrate Garmendia
- Francisco Gisbert
- Gilles Leclair
- May Heatherly
- Antonio Larreta
- Ismael González Díaz
- Ana Diosdado
- Pepita Llunell
- Katia Loritz
- José Luis Lozano
- Aitor Mazo
- José Miguel Mendiola Fernández
- Alberto Molina
- Natalia Molero
- Tere Montoya
- Carmen Morell
- Pedro Reyes
- Luis Prendes
- Gonzalo Quesada
- Nino Renovales
- Ricardo Palacios
- Bartolomé Pedrera Alcina
- Angels Poch
- Macarena Pombo
- Rosa Novell
- Joan Potau
- Héctor Colomé
- María Romero
- Ana María Romero-Marchent
- José Rosero
- Marco Rossi
- José Sazatornil
- Manuel Ruiz-Castillo
- Ignacio Salas
- Julio Sanchidrián
- Íñigo Santander
- Germán Solano Giménez
- Pío Caro Baroja
- Florentino Soria Heredia
- Alfonso Valiño
- Manel Vicaría
- Lina Morgan

## Fordítás
- Ez a szócikk részben vagy egészben  a(z)   30th Goya Awards című angol Wikipédia-szócikk fordításán alapul.  Az eredeti cikk szerkesztőit annak laptörténete sorolja fel. Ez a jelzés csupán a megfogalmazás eredetét és a szerzői jogokat jelzi, nem szolgál a cikkben szereplő információk forrásmegjelöléseként.